# Felipe Yáñez (Fußballspieler)
Felipe Ariel Yáñez Parra (* 18. Oktober 2004 in Puente Alto, Santiago) ist ein chilenischer Fußballspieler auf der Position eines linken Außenverteidigers.

## Karriere
Felipe Yáñez debütierte im Oktober 2021 in der Profimannschaft des CSD Colo-Colo, wo er bereits als Achtjähriger in der Jugend gespielt hatte. Nach seiner Vertragsunterschrift wurde er zur Saison 2022 an Coquimbo Unido verliehen. Nach seiner Rückkehr zu Colo-Colo bekam er allerdings keine Einsatzzeit und wurde Mitte des Jahres 2023 erneut an Coquimbo Unido verliehen. Zur Saison 2024 wurde er an Ñublense und im Folgejahr an Unión La Calera verliehen.